# Kinixys lobatsiana
La tortuga de Lobatse (Kinixys lobatsiana) es una especie de tortuga de la familia Testudinidae de Sudáfrica y Botsuana. Originalmente era una subespecie de Kinixys belliana, esta tortuga del sur de África fue elevada a especie por el herpetólogo Broadley en 1993. 

## Descripción
Esta tortuga tiene un caparazón alargado y estrecho de hasta 16,7 cm, es ligeramente convexo y aplanado, interrumpido por una quilla medial.

## Distribución
Esta especie es endémica del sur de África, es autóctona de Sudáfrica y Botsuana. En concreto se distribuye hasta el norte de Sudáfrica y por el sureste de Botsuana. 